# Hypsophila pamira
Hypsophila pamira là một loài bướm đêm trong họ Noctuidae.